# Lethe deliades
Lethe deliades är en fjärilsart som beskrevs av William Chapman Hewitson 1872. Lethe deliades ingår i släktet Lethe och familjen praktfjärilar. Inga underarter finns listade i Catalogue of Life.